# Pasiòls
Pasiòls (en francès Paziols) és un municipi del departament de l'Aude, a la regió d'Occitània.